# Dugo Polje (Modriča)
Dugo Polje (szerbül: Дуго Поље), település Bosznia-Hercegovinában, Modriča községben, a Szerb Köztársaság északi régiójában. 

## Fekvése
A település Bosznia-Hercegovina északi részén, Dobojtól légvonalban 24, közúton 36 km-re északra, községközpontjától légvonalban 8, közúton 13 km-re délnyugatra, a Boszna bal partján és a Vučjak-hegység területén, 120-300 méteres magasságban fekszik.

## Népessége

### A község népessége
| Nemzetiségi csoport | Népesség 1991 | Népesség 2013 |
| ------------------- | ------------- | ------------- |
| Szerb               | 1560          | 1004          |
| Bosnyák             | 1             | 1             |
| Horvát              | 10            | 4             |
| Jugoszláv           | 15            | 0             |
| Egyéb               | 10            | 4             |
| Összesen            | 1596          | 1013          |

## Története
A régészeti leletek tanúsága szerint a Boszna partján már az őskorban több település is állt. A folyómenti terület később is lakott volt, az ókoron és a kora középkoron át.
A szerb lakosságú település 1878-ig tartozott az Oszmán Birodalomhoz. Ekkor a berlini kongresszus határozata alapján az Osztrák-Magyar Monarchia része lett. 1879-ben az első osztrák-magyar népszámlálás során a Derventi járáshoz tartozó településnek, 122 háztartása, 638 ortodox és 186 római katolikus lakosa volt. 1910-ben a Derventai járáshoz és Odžak községhez tartozó településen 260 háztartást, 1121 ortodox és 438 római katolikus lakost találtak.
A monarchia szétesésével 1918-ban előbb a Szerb-Horvát-Szlovén Királyság, majd 1929-től a Jugoszláv Királyság része lett. Az 1929-es törvény értelmében, amikor Bosznia-Hercegovinát négy banovinára, Drinskára, Vrbaskára, Zetskára és Primorskára osztották, a település a Vrbaska banovina (Orbászi Bánság) része lett, amelynek székhelye Banja Luka volt. 1939-ben a közigazgatás átszervezésével a Hrvatska banovina (Horvát Bánság) része lett.
A második világháborúban Jugoszlávia megszállása után a Független Horvát Állam (NDH) része lett. A második világháború után 1992-ig a település a szocialista Jugoszlávia keretében a Bosznia-Hercegovinai Népköztársaság része volt. A boszniai háborút lezáró daytoni békeszerződés rendelkezése alapján az ország területét felosztották a Bosznia-hercegovinai Föderáció és a boszniai Szerb Köztársaság között. A békeszerződés utáni területmegosztási megállapodás értelmében a település a Boszniai Szerb Köztársasághoz került. 

## Oktatás
A dugo poljei iskola a templomban kezdte meg működését, amikor annak építése 1854-ben befejeződött, a templom közelében álló első iskolaépület pedig 1894-ben készült el. Működését az 1914 és 1922 közötti első világháború szakította félbe. 1932-ben új iskolaépületet nyitottak Dugo Polje – Varošban, majd 1952-ben egy második iskola kezdte meg működését a Szövetkezeti Házban. 1958 óta az iskola Petar Kočić Általános Iskola néven működik. Az új, jelenlegi épületet 1974-ben építették, és az iskola ott kezdte meg működését nyolcosztályos Vojvođanske brigád Általános Iskolaként 1986-ig, amikor a Bratstvo i jedinstvo Jakeš Általános Iskolához csatolták, 1993-tól pedig a modričai Sveti Sava Általános Iskola területi iskolájaként működik.

## Nevezetességei
- Az Úr mennybemenetele tiszteletére szentelt ortodox plébániatemploma. A templom mérete 13x6 méter, építése 1966-ban kezdődött. Az alapokat ugyanazon év augusztus 28-án szentelte fel Longin Tomić zvornik-tuzlani püspök. A templom építése 1976-ban fejeződött be, és a templomot ugyanebben az évben szentelte fel Tomić érsek. A templomot 2007 és 2009 között felújították. 2007-ben a kraljevói Srđan Brkušanin festette ki. A templomban a tégla ikonosztáz elülső oldalát tölgyfával burkolták. A mai templom helyén egy régebbi, 1850-ben téglából és fából épült templom állt. Az épületet tölgyfa deszkákkal (fazsindelyekkel) fedték. Méretei megegyeztek a jelenlegi temploméval. 1892-ben egy tölgyfából készült, fából készült harangtornyot építettek hozzá. A templom tetejét 1922-ben cseréptetővel újították fel, és az istentiszteleteket 1965-ig tartották benne, amikor lebontották és megkezdték az új templom építését. Filiái: Kutlovac, Botajica és Donjani.[9]

- Gradina – paleolit telep és újkőkori település maradványai a Boszna bal partján. A legfelső kultúrréteget sajnos az erózió lekoptatta. A lelőhely platójának legdélnyugatibb részén őskőkori és újkőkori leleteket találtak. A szakemberek a délkeleti részén is egy újkőkori települést feltételeznek.[5]

- Madžarevac – középkori temető maradványai. A lelőhely a Vučjak-hegység legalsó lejtőjén, a Ljubioča medre felett található, ahol 3-4 stećak sírkő is állt, azonban az út építése során 1975-ben ezek megsemmisültek.[5]

- Talinovac – őskori település maradványai a Ljubioča bal partján. A kiterjedt magaslaton újkőkori cseréptöredékeket és pattintott köveket találtak.[5]

- Ušće Ljubioče – őskori, római kori és korai szláv település maradványai. A Boszna-folyó teraszán, a Ljubioča torkolata közelében az új út építése közben több, egymás feletti rétegben létesített település maradványait bolygatták meg. Az előkerült kerámiák alapján a lelőhely korát a szakemberek az újkőkorban, a római korban és a kora középkorban határozták meg.[5]